# Hexafluorophosphate de (cyclopentadiényl)ruthénium tris(acétonitrile)
L'hexafluorophosphate de (cyclopentadiényl)ruthénium tris(acétonitrile) est un sel de complexe organoruthénium (en) et d'hexafluorophosphate, de formule chimique [(η5-C5H5)Ru(CH3CN)3]+[PF6]−. Il s'agit d'un solide brun-jaune, soluble dans les solvants organiques polaires, dont la molécule adopte une géométrie en tabouret de piano. 
On l'utilise en chimie de coordination comme source de cations CpRu+. En synthèse organique, c'est un catalyseur homogène permettant la formation de liaisons C–C et favorisant les cycloadditions. 
On le prépare en deux étapes à partir du dimère de dichlorure de (benzène)ruthénium [(η6-C6H6)RuCl(µ-Cl)]2. Tout d'abord, le groupe cyclopentadiényle est mis en place à partir de (cyclopentadiényl)thallium (en) [(η5-C5H5)Tl]n :
[(η6-C6H6)RuCl(µ-Cl)]2 + 2 (η5-C5H5)Tl (en) + 2 NH4PF6 ⟶ 2 [(η5-C5H5)Ru(η6-C6H6)]PF6 + 2 TlCl (en) + 2 NH4Cl.
Le ligand benzénique est ensuite déplacé de manière photochimique par trois équivalents d'acétonitrile CH3CN :
[(η5-C5H5)Ru(η6-C6H6)]PF6 + 3 CH3CN ⟶ [(η5-C5H5)Ru(CH3CN)3]PF6 + C6H6.